# Санфорд (Тексас)
Санфорд (енгл. Sanford) град је у америчкој савезној држави Тексас. По попису становништва из 2010. у њему је живело 164 становника.

## Демографија
Према попису становништва из 2010. у граду је живело 164 становника, што је 39 (19,2%) становника мање него 2000. године.
| Група             | 2000.       | 2010.       |
| Белци             | 185 (91,1%) | 148 (90,2%) |
| Афроамериканци    | 0 (0,0%)    | 1 (0,6%)    |
| Азијати           | 0 (0,0%)    | 0 (0,0%)    |
| Хиспаноамериканци | 11 (5,4%)   | 11 (6,7%)   |
| Укупно            | 203         | 164         |